# عبد الرحمن الفوزان
الشيخ عبد الرحمن بن حمد بن فوزان الفوزان، وُلد في مدينة عنيزة بمنطقة القصيم عام 1340هـ، ونشأ فيها.

## نشأته
كان أبوه صاحب دكان للتجارة، فساعد أباه في صباه مع دراسته في الكتاتيب، ثم التحق بمدرسة الأستاذ صالح بن صالح، فتعلم فيها القراءة الصحيحة والخط الجميل، وقواعد الإملاء والحساب.
ثم استمر مع والده في عمله التجاري، ولشغفه بالعلم شد رحاله للبيت الحرام حيث توجه إلى مكة المكرمة هو ووالدته وأختاه، وافتتح له دكاناً بسوق الليل القريب من المسعى من جهة المروة وصار من طلبة العلم في المسجد الحرام، فحصل طرفًا من العلم جيداً.

## حياته العلمية
التحق بدار التوحيد بالطائف والتي تهتم بعلوم اللغة العربية والعلوم الشرعية، وتتبع وزارة المعارف فلما تخرج منها عام 1374هـ أراد الالتحاق بكلية الشريعة بمكة المكرمة فلم يوافق الشيخ محمد بن إبراهيم المشرف آنذاك على الكلية على قبوله فيها لأنه لم يتخرج من المعهد العلمي، ثم دخل كلية الشريعة وتخرج منها في العام 1378هـ.
فلما تخرج حتى عُين مستشاراً قضائياً ثم أصبح قاضيًا ومحققًا في ديوان المظالم، وفي عام 1402هـ انتدبه الشيخ محمد بن جبير رئيس ديوان المظالم بالمملكة العربية السعودية إلى المنطقة الشرقية فأسس فرع الديوان في الدمام وكان رئيسه حتى وفاته عام 1413هـ.

الشيخ عبدالرحمن الفوزان

## وفاته
أُصيب باحتشاء في عضلة القلب تسببت في توقف قلبه مؤقتا لكن سبّب ذلك له غيبوبة توفي منها آخر ليلة الثلاثاء في (16\9\1413 هـ).